# Горрити (остров)
Горрити (исп. Isla Gorriti) — остров близ южного побережья Уругвая.

## География

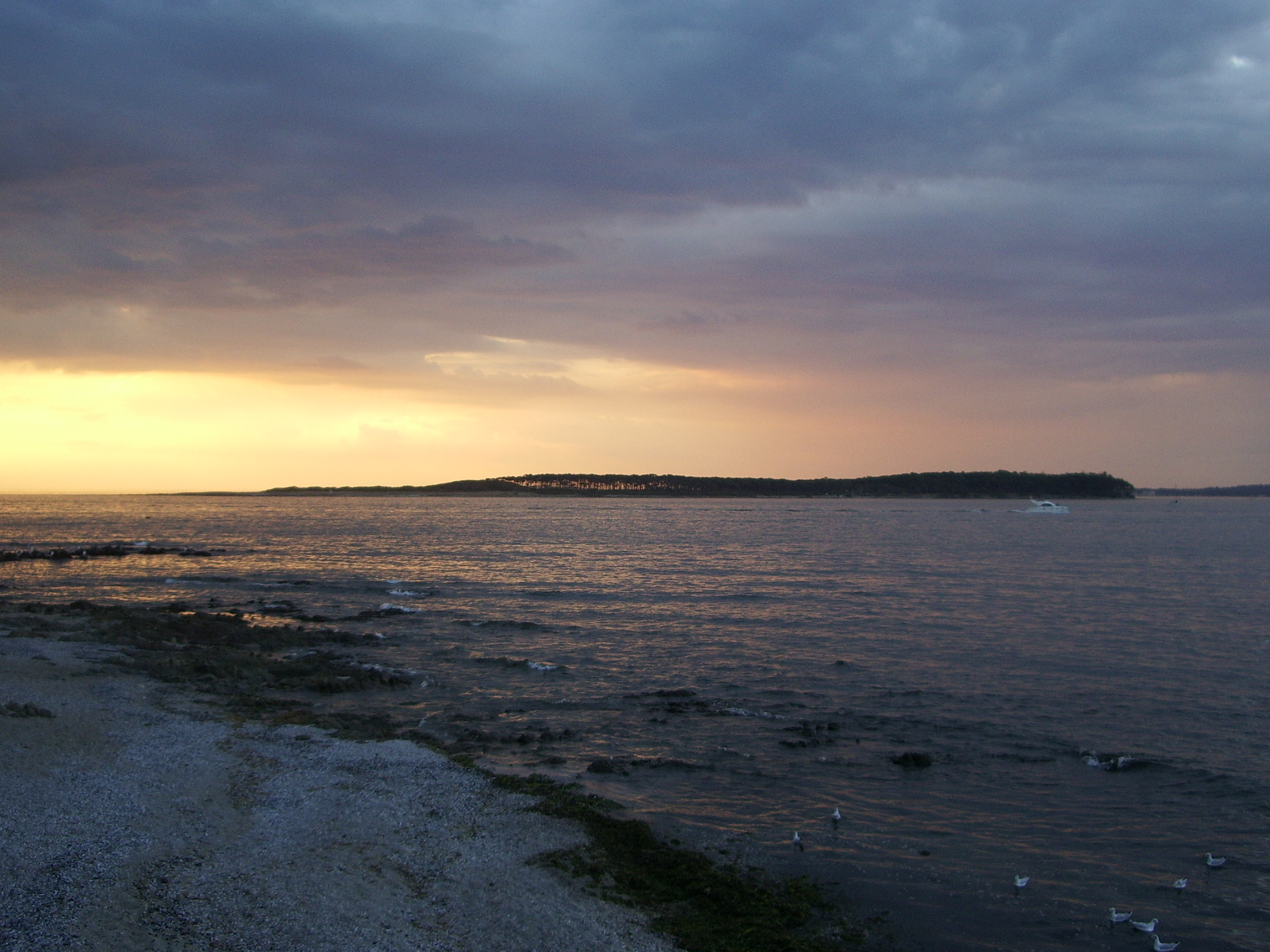

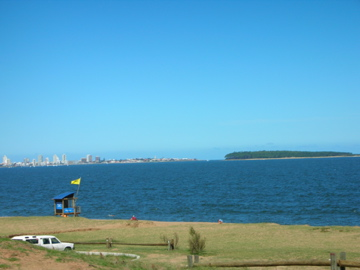
Вид на остров Горрити с побережья

Остров расположен в заливе Мальдонадо эстуария Ла-Плата в двух километрах от Пунта-дель-Эсте, близ места слияния эстуария с Атлантическим океаном. Административно относится к департаменту Мальдонадо.
Длина острова составляет 1,7 километра, максимальная ширина — 700 метров, минимальная ширина — 160 метров, площадь — 21 гектар.

## История
Остров открыт в 1516 году испанским мореплавателем Хуаном Диасом де Солисом. В конце XIX века сильный пожар уничтожил всю растительность на острове, в настоящее время большая часть территории острова засажена приморской сосной.